# Kalati
Kalati es un pueblo ubicado en el municipio de Bihać, en el cantón de Una-Sana, Bosnia y Herzegovina.

## Superficie
Posee una superficie de 14,98 kilómetros cuadrados.

## Demografía
Hasta 2013 la población era de un habitante, con una densidad de población de 0,1 habitantes por kilómetro cuadrado.